# Hotel Oglethorpe

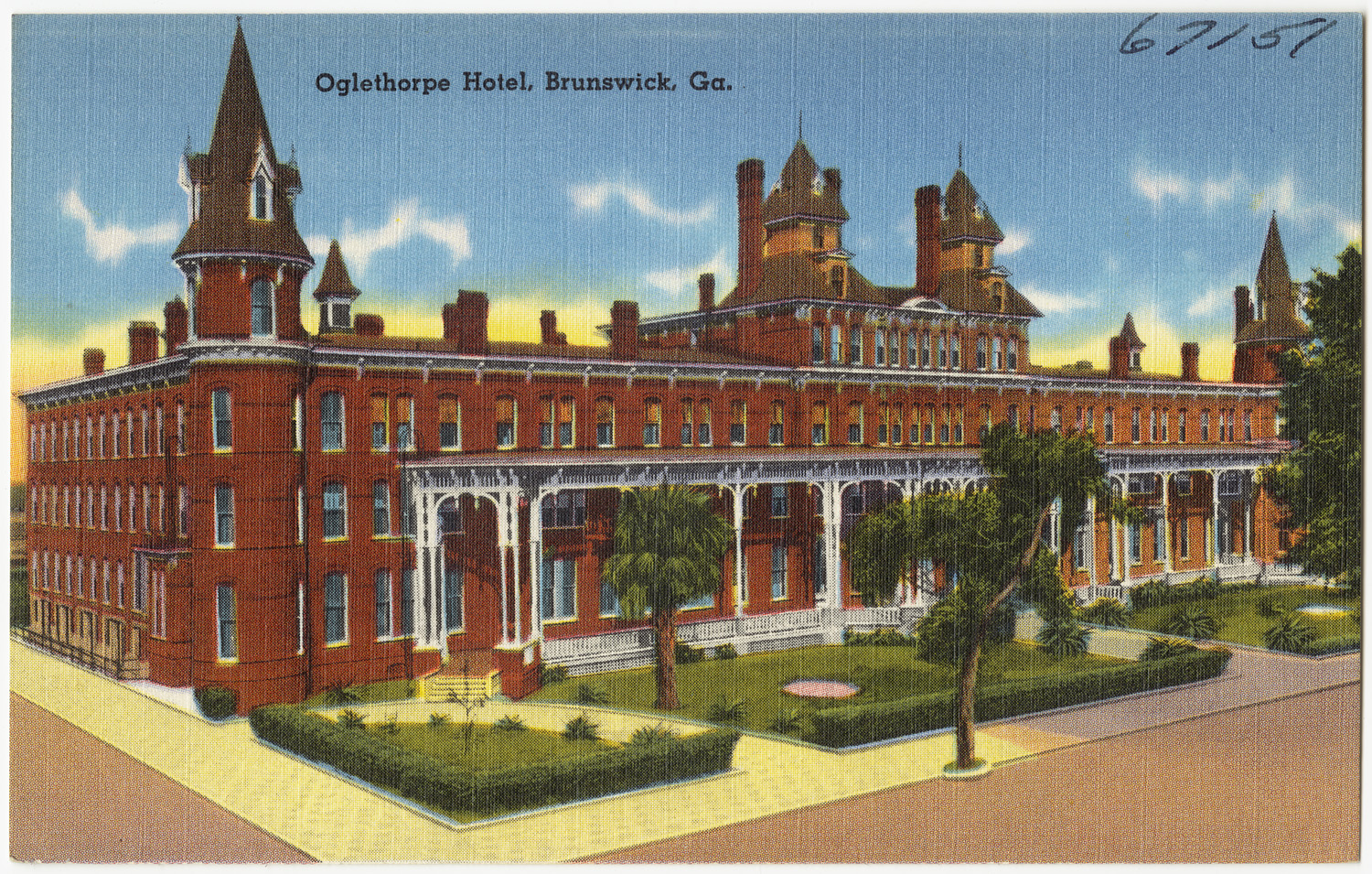
Postal del Hotel Oglethorpe que muestra la fachada del hotel.

El Hotel Oglethorpe fue un hotel ubicado en el centro de Brunswick, Georgia, Estados Unidos. Fue diseñado en 1888 por el arquitecto JA Wood y recibió el nombre de James Edward Oglethorpe. Fue construida sobre la anterior Casa Oglethorpe, que fue incendiada durante la guerra civil estadounidense. Fue construido en ladrillo y tenía tres niveles principales. El edificio estaba coronado por torres cónicas en las esquinas y en el centro. 
En Brunswick, Wood diseñaría más tarde la Casa Mahoney-McGarvey en 1891, continuando su estilo gótico carpintero. Para la ciudad de Brunswick, Oglethorpe fue una fuente constante de celebración y orgullo por las tradiciones y valores del sur. Fue construido durante una época de creciente prosperidad económica y de crecientes beneficios procedentes de las exportaciones mundiales de suministros navales. El hotel permaneció en funcionamiento hasta 1958, cuando fue demolido y reemplazado por un Holiday Inn. Con el tiempo, el Holiday Inn también caería y el terreno vacío en el centro de Brunswick pasaría a llamarse "Oglethorpe Block".

## Historia

### Gran inauguración

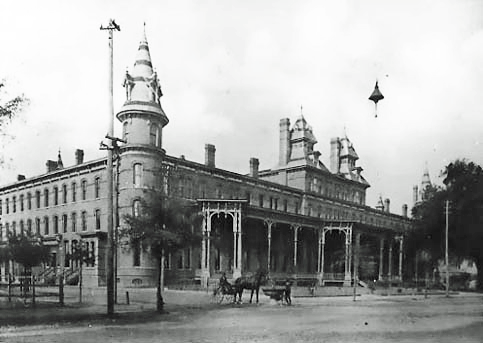
El Hotel Oglethorpe de la década de 1890

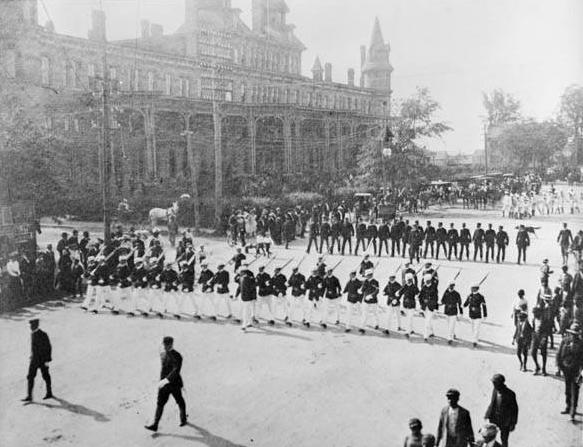
Día Conmemorativo Confederado, 26 de abril de 1903

El 9 de enero de 1888, el Hotel Oglethorpe invitó a la ciudad a ver su gran inauguración. Se inauguró con gran fanfarria, ya que la ciudad se benefició económicamente de un hotel de lujo para turistas de invierno y socialmente de un gran monumento a los logros de la ciudad. Un artículo periodístico sobre la inauguración decía: "... todos los amigos, simpatizantes, conocidos y enemigos de Brunswick, así como el mundo en general, vendrán a ver la casa que hemos construido y la ciudad más bonita y próspera que el sol haya visto jamás: 'BRUNSWICK, LA CIUDAD JUNTO AL MAR'". Representaba el creciente poder de la ciudad y su capacidad para invertir en sí misma. A lo largo de la década de 1890, el hotel fue equipado con electricidad y se cambiaron las alfombras de algunas escaleras.

### Creciente notoriedad

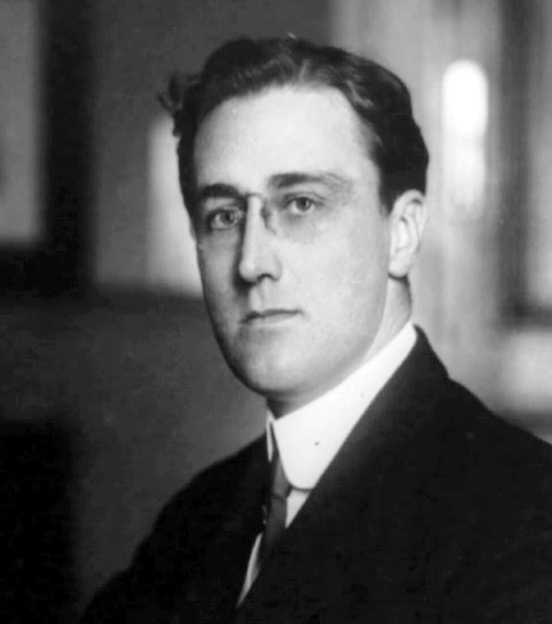
Roosevelt en 1913

El hotel se convirtió en parte de la cultura de la ciudad y se convirtió en uno de los puntos de referencia identificables de Brunswick. Las celebraciones y bailes que allí se celebraban se consideran a menudo un faro luminoso en tiempos difíciles. La vida social de la ciudad comenzó a centrarse en Oglethorpe. Muchas de las reuniones y cenas políticas importantes de la ciudad se celebraban en los grandes comedores del hotel. Sin embargo, el hotel también fue utilizado por muchas personas de la élite como parada hacia la Isla Jekyll, entre ellas JP Morgan, Joseph Pulitzer, William K. Vanderbilt y William Rockefeller ; pudieron utilizar la proximidad de una estación de tren y un puerto para evitar la atención del público.

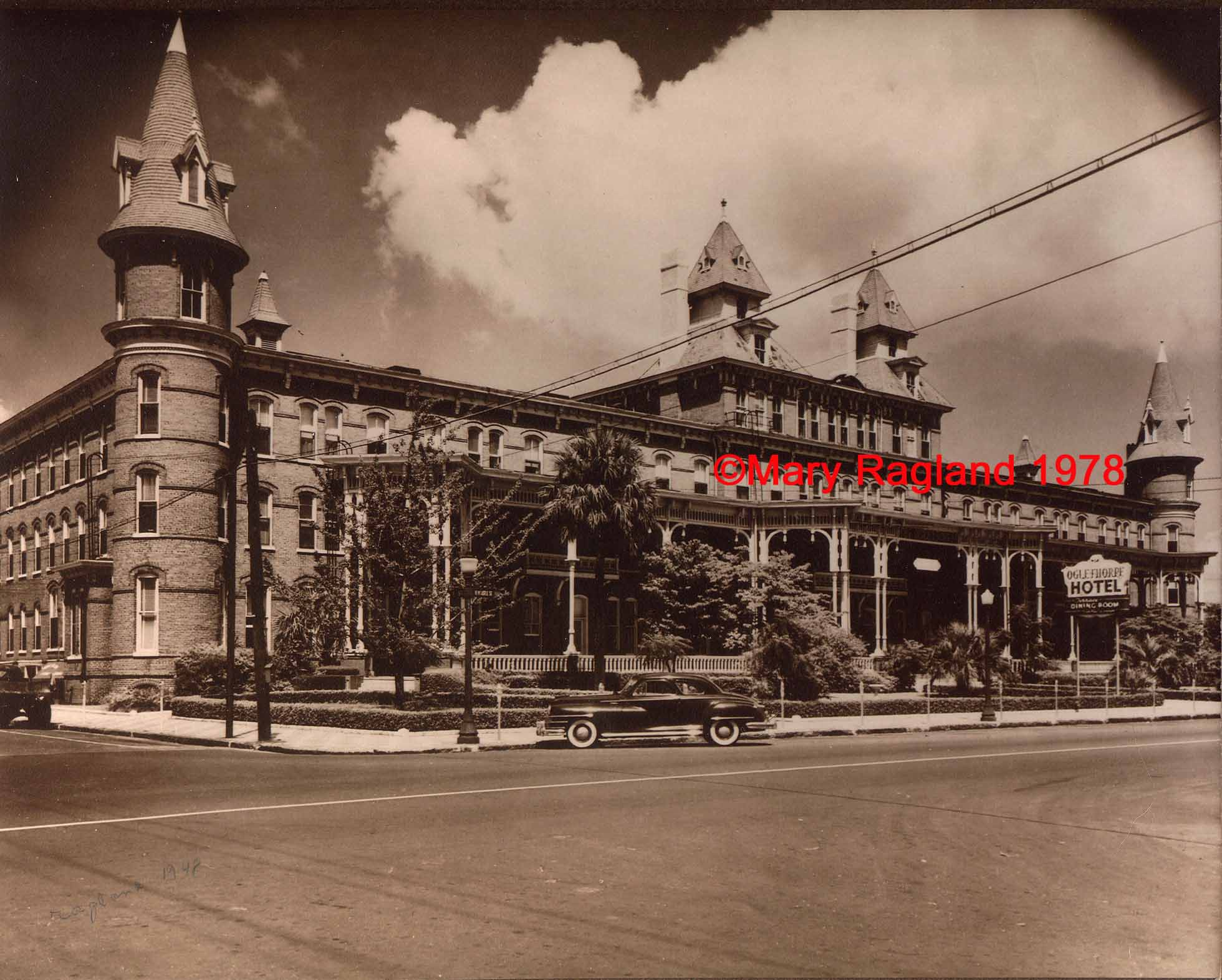
El Hotel Oglethorpe de la década de 1940

En 1913 Franklin Roosevelt cenó en el Hotel Oglethorpe. Era secretario adjunto de la Marina y buscaba un lugar para albergar pequeñas embarcaciones en la costa del Atlántico Sur. Su esposa y su prima lo acompañaron a pasar una noche en el Hotel Oglethorpe. En 1925 recuerda el evento: "Recuerdo Brunswick principalmente por el banquete de zarigüeyas que me dieron: de todas las variedades conocidas de zarigüeyas, cocinadas en todos los estilos conocidos. Las comí todas".
En la década de 1950 se filmó en la zona de Brunswick la película La vista desde la cabeza de Pompeyo . Muchas de las tomas de la película se tomaron alrededor del hotel y de la Isla Jekyll. La estrella de la película, Richard Egan, incluso celebró el estreno en la ciudad de Brunswick, visitando el Oglethorpe y los teatros locales. Sin embargo, a pesar de ello, el hotel empezaba a afrontar dificultades. Los daños causados por el aire húmedo de la costa comenzaron a afectar la estructura y daños estructurales mayores empezaron a amenazar la existencia del hotel.

### Declive eventual
En 1958, el accidente fatal fue la explosión de una caldera en el sótano del hotel. Esto se debió a bloqueos en las tuberías que se fueron obstruyendo gradualmente con el paso de los años de uso. Sin dinero para reparar los importantes daños sufridos por el hotel, los propietarios se vieron obligados a cerrar sus puertas. Los planes para demoler el hotel y construir uno más moderno provocaron protestas públicas. Cuando se hizo evidente que el hotel iba a ser demolido, cientos de personas acudieron en masa a recoger todo lo que pudieron. Se salvaron miles de piezas de recuerdo, la caja fuerte, los azulejos de colores, todo lo que se pudo sacar y llevarse antes de que comenzara la demolición.
Con la pérdida de Oglethorpe, muchos en la ciudad se apresuraron a salvar su memoria. La posterior construcción del Holiday Inn fue recibida con importantes críticas públicas. Muchos consideraron que el nuevo edificio carecía de la grandiosidad y cultura que encarnaba el Oglethorpe original. A medida que el área del centro circundante cayó en una decadencia financiera, el Holiday Inn finalmente corrió la misma suerte: la mayor parte fue demolida, a excepción de una pequeña sección que se convirtió en un JCPenney.

### Hoy

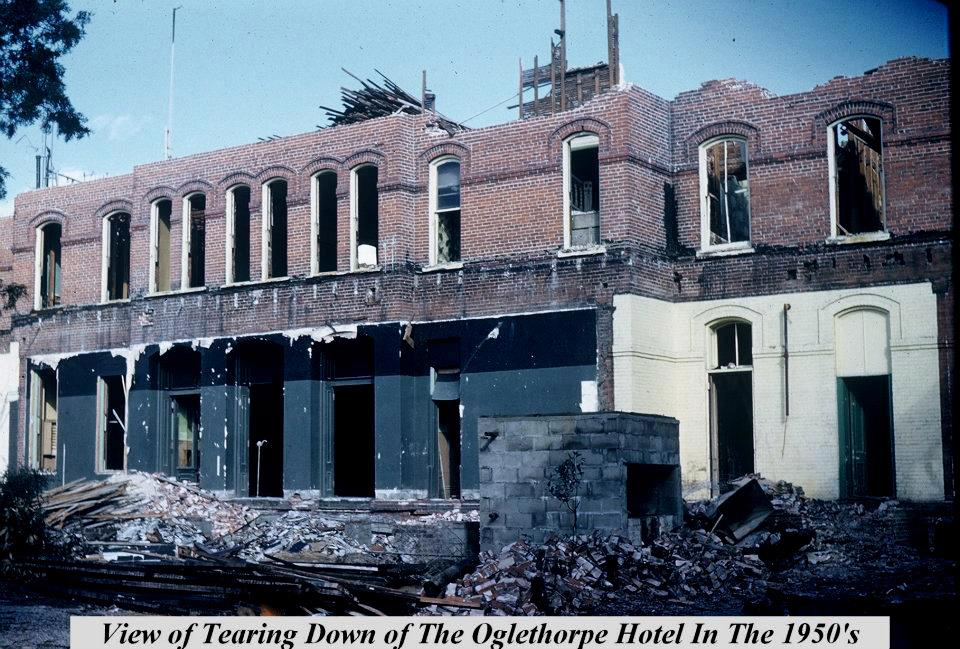
El Oglethorpe en plena deconstrucción

Hoy en día, JCPenney ha cerrado y es una tienda de antigüedades de propiedad local. El resto del terreno está sin desarrollar y vacío, con el sobrenombre local de "El Bloque Oglethorpe". Hay comunidades fuertes y sociedades históricas que recopilan y documentan la historia y los fragmentos que quedan. Muchos lugareños aún coleccionan y comparten diversos objetos o documentos que han sobrevivido al paso del tiempo. Los esfuerzos de restauración modernos han creado un pequeño parque dedicado a Oglethorpe en una de las plazas del centro de Brunswick. Las baldosas del suelo original de Oglethorpe ahora se encuentran junto a placas que describen su importancia para el crecimiento de Brunswick.

## Cosas memorables
La caja fuerte que utilizaba el hotel antes de su demolición ha sido recuperada y actualmente es utilizada por una persona anónima en Brunswick. Originalmente fue salvado por S. Hadley Brown, quien lo compró vacío y con un mecanismo de cierre roto. Lo guardó en un almacén durante casi una década, antes de que llegara a su actual propietario. Los dos hombres se conocieron porque el actual propietario repartía periódicos para el Sr. Brown, y desarrollaron una relación más estrecha al entregarle sus periódicos discretamente por una pequeña propina. Finalmente, el desarrollo urbano requirió que el almacén fuera demolido y reemplazado; el Sr. Brown, como no tenía intención de quedarse con la caja fuerte, ofreció pagarle al propietario actual para que trasladara la caja fuerte al vertedero. Como no quería perder el pedazo de historia asociado con la caja fuerte, decidió tomarla como pago por su traslado. La caja fuerte ha tenido sus mecanismos internos reparados por un cerrajero y actualmente se utiliza como despensa en la casa del actual propietario. En los paneles interiores de la caja fuerte hay frescos pintados y las ruedas tienen grabado Nueva York, Nueva York.

## Disposición

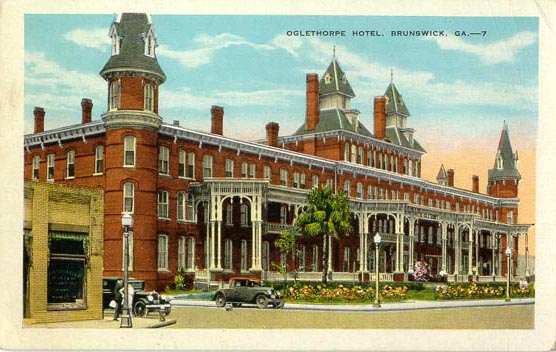
Vista lateral del Oglethorpe

El Oglethorpe tenía 267 pies (81,4 m) de ancho con 140 pies (42,7 m) alas largas a cada lado. El porche delantero tenía 240 pies (73,2 m) en el frente, y el resto está dedicado a las torres que se alzan a ambos lados. Se ingresa al primer piso a través de puertas dobles que dan a una gran rotonda con revestimiento de mármol rosa, gris y blanco. El extremo opuesto a la entrada se abría a un balcón que daba al patio trasero del hotel y a la bahía. A los lados izquierdo y derecho había pasillos calentados por vapor que conducían a varias habitaciones.

### Las alas
En el ala izquierda se encontraba el comedor, el desayunador y las cocinas. El gran comedor tenía capacidad para 300 invitados y estaba revestido de madera y baldosas de mármol. En el ala derecha había varias salas de diferentes tamaños y propósitos. El más grande era el salón, alfombrado en moqueta y conectado a las salas de recepción y vestidores; había también salas de billar, salas de fumadores y salas de lectura. La rotonda también conectaba con oficinas amuebladas para uso del hotel y una escalera hacia los pisos superiores. 

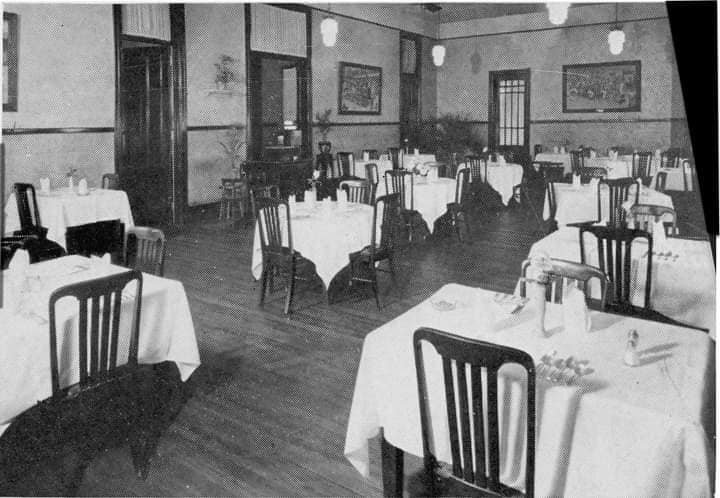
Comedor

El segundo y tercer piso se utilizaron para apartamentos de invitados. Había una variedad de tamaños de habitaciones que ofrecían diferentes experiencias. Las habitaciones estaban amuebladas de forma única y tenían vistas al puerto o al centro de la ciudad. Cada habitación estaba equipada con una chimenea para calentarse y repisas de diferente calidad. La plomería corría por todo el edificio y pronto la electricidad reemplazó al gas inicial. Las habitaciones conectadas podrían usarse para unir familias más grandes en una habitación continua. 

### Agua
Cada piso contenía equipo contra incendios, incluida una manguera que podía bombear 375 galones de agua por minuto. El ascensor era un elevador de equilibrio de agua que funcionaba utilizando grandes recipientes de agua y bombas y estaba en funcionamiento en todo momento. Un pozo artesanal local y una bomba dúplex abastecían de agua al hotel almacenándola en un depósito.

### Fuera del hotel

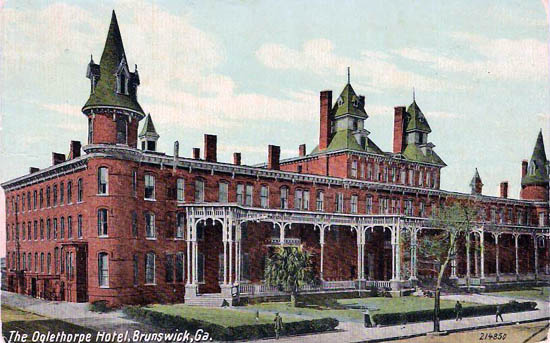
Postal del Hotel Oglethorpe

Dentro del patio, entre las alas, había un parque de varios árboles frutales tropicales, palmitos, arbustos y una fuente de agua. También había una estación de tren que permitía un fácil transporte de turistas y suministros al hotel. Un establo y un establo proporcionaban caballos para que los huéspedes pudieran pasear por los parques locales.